# Cosmosatyrus plumbeola
Cosmosatyrus plumbeola är en fjärilsart som beskrevs av Butler 1868. Cosmosatyrus plumbeola ingår i släktet Cosmosatyrus och familjen praktfjärilar. Inga underarter finns listade i Catalogue of Life.